# L'Héritier ridicule ou la Dame intéressée
L'Héritier ridicule ou la Dame intéressée est une pièce de théâtre de Paul Scarron créée en 1649 pendant la Fronde. 
Troisième comédie de Scarron, L'Héritier ridicule est imitée d'une comédie espagnole El Mayorazgo figura d'Alonso de Castillo Solórzano. En effet à cette époque, la mode est à la comédie « à l'espagnole » à cheval entre romanesque et burlesque. Mais il ne s'agit pas d'une simple traduction : Scarron y apporte sa propre touche et l'adapte au public français.  

## L'intrigue
L'action se déroule à Madrid, au Siècle d'or, et présente huit personnages, quatre hommes et quatre femmes. Le jeune Dom Diègue, découvrant qu'Hélène de Torres, dont il est épris, ne s'intéresse qu'à son argent, feint d'être déshérité au profit de son cousin, qui n'est autre que son valet Filipin déguisé. Ce dernier va faire à la belle une cour des plus originale tandis que son maître retrouve goût à l'amour avec la belle Léonor. Gravitent également autour d’eux Dom Juan, véritable antithèse de son nom, ainsi que trois autres domestiques, Béatris, Paquette et Roquespine qui conseillent leurs maîtres respectifs avec plus ou moins d'habileté.

## Réception
La pièce eut un succès retentissant et le jeune roi Soleil, qui y assista à l’Hôtel de Bourgogne, l'aurait tant aimée, dit-on, qu'il aurait demandé qu'on la rejoue deux fois de suite sans interruption dans la même journée. Pouvait-il se douter que, des années plus tard, il épouserait la veuve de l'auteur ? L'Héritier ridicule fut également à l’affiche de l'Illustre Théâtre vingt-huit fois et son directeur, Molière, s’en inspira également beaucoup pour la rédaction de ses pièces, notamment Les Précieuses ridicules et Le Misanthrope.
Après avoir connu la gloire pendant tout le XVIIe siècle, la pièce tomba ensuite dans l’oubli. Nerval essaya de la remettre au goût du jour au XIXe siècle en en proposant une adaptation à la Comédie-Française, mais celle-ci s’éloignait tellement du texte initial que le directeur refusa de la jouer.

## Sur les planches
Assez absente du répertoire des troupes contemporaines, la pièce a été interprétée en 2008 à Versailles au festival du Mois Molière par la Compagnie de la Dive Bouteille dans une mise en scène de Pierre-Hippolyte Pénet.